# Ariana Campero
Ariana Campero Nava (Cochabamba, Bolivia; 21 de septiembre de 1986) es una médica, diplomática y política boliviana. Fue la Ministra de Salud de Bolivia desde el 23 de enero de 2015 hasta el 30 de mayo de 2018 durante el tercer gobierno del presidente Evo Morales Ayma. 
Fue también la Viceministra de Salud y Promoción desde el 30 de abril de 2014 hasta el 23 de enero de 2015 y embajadora de Bolivia en Cuba durante el año 2019.

## Biografía
Ariana Campero nació el 21 de septiembre de 1986 en la ciudad de Cochabamba. Campero proviene de una familia cochabambina de Clase Media. Comenzó sus estudios escolares en 1992 saliendo bachiller el año 2003 del colegio Maryknoll de su ciudad natal. 

### Migración a Cuba (2005-2011)
Ariana, continuó sus estudios profesionales ingresando el año 2005 a la carrera de medicina de la Escuela Latinoamericana de Medicina de La Habana, Cuba, graduándose como médica. Cabe mencionar que Campero pertenece a uno de los primeros grupos de estudiantes bolivianos que fueron becados a Cuba durante el primer gobierno de Evo Morales (2006-2010). 
El año 2011, Ariana decide retornar a Bolivia. Una vez en Bolivia, Campero fue destinada a trabajar en el área del bono Juana Azurduy como médica comunitaria en el municipio de Aiquile del Departamento de Cochabamba. Fue también por diez meses asesora del exministro de salud Juan Carlos Calvimontes.

## Vida política

### Viceministra de Salud y Promoción (2014-2015)
El 30 de abril de 2014, Campero fue posesionada como viceministra de Salud de Bolivia por el ministro de salud de ese entonces Juan Carlos Calvimontes reemplazando a Martín Maturano. Ocupó el cargo hasta el 23 de enero de 2015.

### Ministra de Salud de Bolivia (2015-2018)
El 23 de enero de 2015, el presidente Evo Morales Ayma la posesionó como ministra de salud de Bolivia. Cabe mencionar que durante la posesión del ministerio para la gestión  2015, Campero fue la ministra más joven del gabinete del tercer gobierno de Evo Morales Ayma, con tan solo 28 años de edad.

### Viceministros
| Cargo                             | Nombre                 | Periodo   |
| --------------------------------- | ---------------------- | --------- |
| Viceministra de Salud y Promoción | Carla Parada           | 2015-2017 |
| Viceministro de Salud y Promoción | Álvaro Terrazas Peláez | 2017-2019 |

En julio de 2015, el Comité Cívico Potosinista (COMCIPO), declaró y pidió ante los medios de comunicación del país, la renuncia de la ministra Nava, con el motivo de que no se estaría implementando en el país políticas de salud destinadas al bienestar de la población en general, en especial de la ciudad de Potosí.[cita requerida]
Durante su gestión como ministra, en octubre de 2015, se lanzó el programa universal de lactancia o también llamado programa de subsidio prenatal, con el objetivo de entregar productos alimenticios a todas las mujeres embarazadas de Bolivia a partir del cuarto mes de gestación.  
El 14 de octubre de 2015, Campero fue designada presidente de la Organización Regional Andina de Salud por los ministros de Salud de Colombia, Perú, Chile, Ecuador y Venezuela. Esto con el objetivo de eliminar la enfermedad de la rabia de la región.

### Caja Nacional de Salud
El 12 de diciembre de 2016, la ministra Campero posesionó al nuevo gerente general de la Caja Nacional de Salud (CNS) Juan Jordan. La medida trajo como consecuencia la protesta de los trabajadores de la CNS, quienes se resistieron a la nueva autoridad posesionada, pidiendo su renuncia.
Juan Jordan solo pudo permanecer como gerente de la CNS por 2 meses debido a las constantes protestas de los trabajadores. Es entonces que el 16 de febrero de 2017 y por órdenes del Vicepresidente de Bolivia Álvaro Garcia Linera,  la ministra Campero posesionó a Juan Carlos Meneses como el nuevo gerente general de la Caja Nacional de Salud, en reemplazo de Jordan.
El 30 de mayo de 2018, la ministra Ariana Campero renunció a su cargo, debido a su estado de gestación (embarazo de 6 meses). En su lugar, fue reemplazada por el médico Rodolfo Rocabado.

### Embajadora de Bolivia en Cuba (2019)

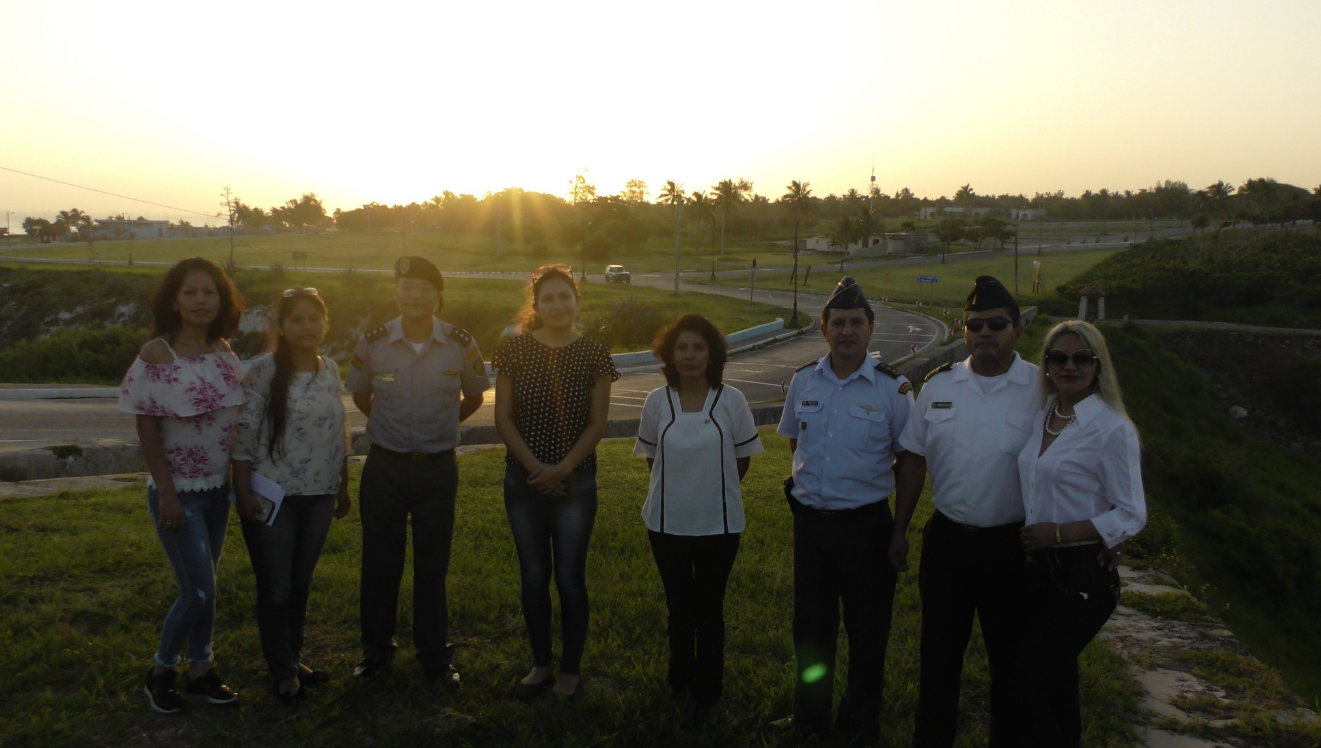
Cuerpo diplomático boliviano: Ariana Campero, Jessica Suárez Mamani y Alison Gómez Agostopa con delegados militares en Cuba.

El 27 de marzo de 2019, en sesión reservada, la Cámara de Senadores de Bolivia designó a la exministra Ariana Campero como la nueva embajadora de Bolivia en Cuba en reemplazo de Juan Ramón Quintana. Debido principalmente a la necesidad de dar continuación a la gestión realizada por Quintana, Campero promovió los lazos entre Cuba y Bolivia a través de la cooperación médica, cooperación militar y cooperación de asesores cubanos. El cuerpo diplomático en gestión de Campero estuvo compuesto por: Jessica Goretti Suarez Mamani (Cónsul para las elecciones de octubre de 2019), Alison Gomez Agostopa (Encargada política para las relaciones de seguridad bilateral) y el cuerpo agregaduria militar. 
El 2 de junio de 2019, fue posesionada en el cargo de embajadora por el Canciller de Bolivia Diego Pary Rodríguez.

## Críticas y polémicas
Campero, con un ascenso político difícil de explicar, ha sido objeto de burla, crítica, pero también acoso sexual por parte de opositores, oficialistas y periodistas.

### Acoso de Carlos Bru
A pesar de que Campero forma parte del gabinete ministerial del gobierno de Evo Morales, fue duramente criticada por altas autoridades y políticas de su mismo partido del Movimiento al Socialismo.
El 25 de marzo de 2015, la ministra Campero fue agredida verbalmente por parte del candidato a la alcaldía de Yacuiba Carlos Bru, con la siguiente frase: 

"Cama adentro, jefe; la ministra también, cama adentro, patrón encima"
candidato a la alcaldia de Yacuiba, Carlos Bru, (25 de marzo de 2015).

Pero a la vez el 28 de marzo de 2015, 3 días después, la ministra Campero le respondió a Carlos Bru con el siguiente comunicado en su cuenta Twitter:  

"Ni callada ni sumisa, esta ministra está contra el patriarcado, que pena por machistas en nuestras filas, la lucha sigue"
Ministra de salud Ariana Campero, (28 de marzo de 2015).

### Agresión verbal de Álvaro García Linera
El 5 de noviembre de 2015, durante la entrega oficial de 71 ambulancias a la ciudad de Potosí, la ministra Campero fue nuevamente agredida verbalmente, pero esta vez por una alta autoridad del país como el vicepresidente de Bolivia Álvaro García Linera, quien le dijo lo siguiente:

"Conozco esos novios, hombre es hombre. Primero cásate ministra, no es así nomás, el novio (pide) pruebita de amor, pero es primero poniendo el matrimonio, luego te va a dejar con tu pruebita de amor colgando"
Vicepresidente de Bolivia Alvaro García Linera, (5 de noviembre de 2015).

### Bromas homofóbicas de Evo Morales
El 16 de noviembre de 2015, el Presidente de Bolivia Evo Morales Ayma, durante la entrega oficial de 34 ambulancias para la ciudad de Trinidad, dijo lo siguiente:

"Beni es tan grande geográficamente hay que planificar, ministra de Salud. Ahí enamorando, no quiero pensar que es lesbiana, mire compañera ministra. Perdone, compañera, a ver escúcheme"
Presidente de Bolivia Evo Morales Ayma, (16 de noviembre de 2015).

Debido a la actitud tomada por el presidente Evo Morales, fue criticado duramente por las redes sociales y sociedad en general. El LGBT y la Red de Mujeres Lesbianas de Bolivia quien se refirieron al tema de la siguiente manera:

"Nos resulta totalmente vergonzoso que los discursos estén teñidos de homofobia, más aún viniendo del presidente del Estado Plurinacional de Bolivia, promotor de los Derechos Humanos en Latinoamérica y el mundo; con este tipo de declaraciones sólo siembra burla, estereotipo, odio, segregación y violencia hacia una población grande e importante. Sus aseveraciones demuestran una total desinformación y desconocimiento de la población que tiene una diversa orientación sexual e identidad de género en Bolivia, dejando al descubierto su homofobia que se justifica con una supuesta ignorancia"
LGBT, (17 de noviembre de 2015).

Pero esa misma noche del 16 de noviembre de 2015, mediante un comunicado de prensa el ministerio de comunicación, el presidente Evo Morales Ayma pidió disculpas a la ministra por sus comentarios vertidos en Trinidad:

"Respetamos la diversidad, y así lo decimos en nuestra CPE. Me disculpo humildemente y sinceramente. No fue mi intención ofender a nadie"
Presidente de Bolivia Evo Morales Ayma, (nota del ministerio de comunicación, 16 de noviembre de 2015).

El 19 de noviembre de 2015, Ariana Campero aceptó las disculpas del presidente Evo Morales Ayma en su cuenta de Facebook.

### Calumnia de Amalia Pando y Roxana Lizárraga
En septiembre de 2016 el Tribunal Nacional de Ética Periodística (TNEP) falló parcialmente en contra de las periodistas Amalia Pando y Roxana Lizárraga por emitir, el 23 de marzo, criterios e información infundada sobre un presunto estado de gestación de la autoridad. La institución pidió rectificar sus declaraciones.
En septiembre de 2016 la periodista Amalia Pando pidió en cumplimiento de un fallo del Tribunal de Ética disculpas públicas por las declaraciones sobre la ministra de Salud, Ariana Campero, en torno a un supuesto embarazo. En contrapartida, Pando pidió a Campero disculparse a nombre de Gobierno por la revelación de un informe confidencial sobre la salud de Cusi, que fue expuesto por Calvimontes en diciembre de 2014.
A través de su cuenta Twitter, Campero respondió a Pando a través de su cuenta de Twitter que satirizar disculpas confirma violación a ética y principios de libertad de expresión.

### Sacerdote Eduardo Pérez
El 19 de abril de 2017, el comunicador social, sacerdote jesuita y director de radio FIDES, Eduardo Pérez Iribarne, en su programa de televisión y radio le dijo a la ministra de Salud, Ariana Campero: “¡discúlpeme, señora, no me atrevo a llamarla médica, no me atrevo! Será porque soy un maric*n, pero no me atrevo a llamarle médica, prefiero llamarla Ministra de Salud. ¿Por qué está de ministra? No sé, me han contado chismes, pero no quiero difundir porque son chismes” ,

### Periódico deAlasitade Página Siete
El 26 de enero de 2018, mediante su cuenta de Twitter, Ariana Campero denunció al periódico paceño "Pagina Siete" por dos notas sacadas en la edición especial del periódico ya mencionado por la Feria de la Alasita, donde se ponía en el titular "Ministra no desapareció, estaba buscando su titulo" y en otra página se ponía un afiche editado de la película boliviana "Las Malcogidas" con los rostros de las ministras. 

"Ninguna fiesta, ninguna broma justifica el machismo, la violencia, la misoginia y la falta de respeto. El periódico Página7 debe respetar a las mujeres y retractarse. #NadaJustificaLaViolencia."
Ariana Campero, (26 de enero de 2018).

"Exijo retractación de Página7. La disculpa y retractación debe ser dirigida a mi persona en el titular y la redacción, utilizando las mismas características que utilizó el periódico para difamarme y discriminarme, ninguna fiesta los exime de la Ley 045."
Ariana Campero, (26 de enero de 2018).

### Diputado Rafael Quispe
El 27 de enero de 2018, en la Asamblea legislativa, el diputado Rafael Quispe interpelo a la ministra Campero lo siguiente: “Varios parlamentarios han pedido la renuncia de usted, yo no lo pido la renuncia señora Ministra, más bien le pido que vaya a la Universidad Mayor de San Andres (UMSA), se inscriba, concluya sus estudios y yo me comprometo a pagar su matrícula”.
| Predecesor: Juan Carlos Calvimontes | Ministra de Salud de Bolivia 23 de enero de 2015 - 30 de mayo de 2018                  | Sucesor: Rodolfo Rocabado Benavides |
| Predecesor: Martín Maturano         | Viceministra de Salud y Promoción de Bolivia 30 de abril de 2014 - 23 de enero de 2015 | Sucesor: Carla Parada               |